# TRUMPシリーズ
| 2009 | ピースピットVOL.10『TRUMP』                                                              |
| 2010 |                                                                                          |
| 2011 |                                                                                          |
| 2012 | ピースピットVOL.16 『TRINITY THE TRUMP』                                                 |
| 2013 | Dステ12th『TRUMP』                                                                       |
| 2014 | 演劇女子部 ミュージカル『LILIUM-リリウム 少女純潔歌劇-』                                 |
| 2015 | Patch stage vol.6『SPECTER』                                                             |
| 2015 | 二輪咲き                                                                                 |
| 2015 | ナッポス・ユナイテッド『TRUMP』                                                          |
| 2016 |                                                                                          |
| 2017 | ピースピット2017年本公演『グランギニョル』                                               |
| 2018 | マリーゴールド                                                                           |
| 2019 | Patch × TRUMP series 10th Anniversary『SPECTER』                                         |
| 2019 | COCOON 月の翳り星ひとつ                                                                  |
| 2020 | 黑世界 ～リリーの永遠記憶探訪記、或いは、 終わりなき繭期にまつわる寥々たる考察について～ |
| 2021 |                                                                                          |
| 2022 | ヴェラキッカ                                                                             |
| 2023 |                                                                                          |
| 2024 | マリオネットホテル                                                                       |

『TRUMPシリーズ』（トランプシリーズ）は、末満健一による日本の演劇シリーズ。2009年に上演された演劇から始まり、それ以降戯曲集、短編小説集、コミカライズ、劇中歌コンサートなども展開されている。
本項目では主に「TRUMP」（「TRUMP (舞台作品)」または「TRUMP (漫画)」）、「COCOON 月の翳り星ひとつ」および「COCOON」、「デリコズ・ナーサリー」を取り上げる。

## 用語
TRUMP
「TRUE OF VAMP」からTRUMP。始まりの吸血種とされ、永遠の命を持つと言われている。
吸血種
いわゆる吸血鬼・ヴァンパイア。かつては不死だったが、失われてしまった。
ダンピール
人間と吸血種の間に生まれた子供。両方の人種から忌み嫌われている。短命。
繭期
人間で言う思春期の状態であるが、人間と比べて著しく精神状態が不安定になる傾向があるため、クランに送られる。
その他、TRUMPシリーズのファンの通称としても使用されている。
越繭
繭期を終えること。
クラン
繭期の少年少女たちが過ごす。血盟議会直属の組織。
イニシアチブ
吸血種は噛むことで相手のイニシアチブを取り主従関係に置き操ることができる。
血盟議会
吸血種たちの最高統治機関。
ヴラド機関
伝説の吸血種《TRUMP》の監視を行うための血盟議会の特務機関。
コラプス
「吸血種の崩壊を意味する。伝説の吸血種《TRUMP》の精神状態が悪化すると、すべての吸血種がその影響を受け、精神を汚染されてしまう」と 『デリコズ・ナーサリー』のホームページにて説明されている。。

## 時系列
『TRUMP』を起点にした物語の時系列。★は短編集『Pendulum』に収録。☆は『LILIUM -リリウム 新約少女純潔歌劇-』Blu-ray＆DVDに特典映像として収録。
順番に関しては「観た順番で、作品世界の印象ががらり変わるので、どの順番から観るのも捨てがたいです。それぞれの観た順番が、あなただけのTRUMPシリーズです。でも、敢えてお薦めするなら発表された順ですかね。それが一番オーソドックスな観方です。『TRUMP』も「TRUTH」「REVERS」の順番がいいと思います」と説明されている。
|               | 作品名                                                                                   |
| ------------- | ---------------------------------------------------------------------------------------- |
| -2800         | 灰かぶりの世界★                                                                          |
| -1000         | sacrifice TRUMP（仮題）                                                                  |
| -????         | #ヴェラキッカ                                                                            |
| -0028         | 雪のおわり春のはじまり★                                                                  |
| -0024         | CRIMSON SIN -猟犬たちの事件簿-（仮題）                                                   |
| -0020         | シモンには動機がない★                                                                    |
| -0020         | #マリオネットホテル                                                                      |
| -0014         | #グランギニョル                                                                          |
| -0014         | #SPECTER                                                                                 |
| -0013         | #デリコズ・ナーサリー                                                                    |
| -0006         | 春のおわり（仮題）                                                                       |
| -0005         | ドナテルロ回顧録★                                                                        |
| -0003         | #COCOON 月の翳り                                                                         |
| -0003         | Pendulum -ペンデュラム-★                                                                 |
| -0002         | アンジェリコを持ちながら★                                                                |
| -0001         | 地平線のディエゴ（仮題）                                                                 |
| -0001         | GUILT（仮題）                                                                            |
| ±0000         | #TRUMP                                                                                   |
| ±0000         | #COCOON 星ひとつ                                                                         |
| +0017         | ドナテルロ追想録、繭期幻想-                                                              |
| +????         | 共同幻想クランフェスト（仮）                                                             |
| +????         | 美少年（仮題）                                                                           |
| +????         | ダミアンズ（仮）                                                                         |
| +2000         | BLOSSOM（仮題）                                                                          |
| +2700         | ホフマンと双子の繭期★                                                                    |
| +2800         | #マリーゴールド                                                                          |
| +2800 - +2950 | 二輪咲き★☆                                                                               |
| +2990         | LYCORIS（仮題）                                                                          |
| +3000         | #LILIUM-リリウム 少女純潔歌劇- / LILIUM-リリウム 新約少女純潔歌劇-                       |
| +????         | キルバーン -Kill! Burn!!-                                                                |
| +3100 - +3300 | #黑世界 ～リリーの永遠記憶探訪記、或いは、終わりなき繭期にまつわる寥々たる考察について～ |
| +4497         | 賊は月夜に死す★                                                                          |
| +6000         | 雪月花（仮題）                                                                           |
| +12000        | 星の轍（TRUMPシリーズ最終作）                                                            |

## TRUMP

### 舞台
『TRUMP』の舞台作品は、主なものとして2009年のピースピットVOL.10『TRUMP』、2012年のピースピットVOL.16 『TRINITY THE TRUMP』、2013年のDステ12th『TRUMP』、2015年『TRUMP』が上演されている。
2019年、「ピースピットVOL.10『TRUMP』 」のキャストである澤田誠の企画｢READ to TRUMP～極夜･幻月～｣で、『TRUMP』のリーディング公演も行われた。

#### ピースピットVOL.10『TRUMP』
2009年11月18日から22日まで、in→dependent theatre 2ndで上演された。
特徴であるキャストのTRUTH/REVERSEシステムについては、末満によると「原型はあったものの、このときは当日に『今日はどの組み合わせでいく？』というような気分で決めており、毎日配役の組み合わせが違っていた。DVDリリース時に、便宜上TRUTH/REVERSEと分けて明記したのが、その後にも引き継がれていくこととなる」と述べている。
キャスト（初演）
ソフィ - 田渕法明 / 菊池祐太
ウル - 菊池祐太 / 田渕法明
アレン - 赤星マサノリ / 山浦徹
クラウス - 山浦徹 / 赤星マサノリ
グスタフ - 上野真紀夫 / 桐山篤
ミケランジェロ - 桐山篤 / 上野真紀夫
ラファエロ - 鈴木洋平 / 中島弘泰
ガ・バンリ - 中島弘泰 / 鈴木洋平
ピエトロ - 澤田誠 / 櫟原将宏
アンジェリコ - 櫟原将宏 / 澤田誠
ジョルジュ - 吉田青弘 / 浜崎聡
モロー - 浜崎聡 / 吉田青弘
ダリ - 末満健一

#### ピースピットVOL.16 『TRINITY THE TRUMP』
2012年1月22日から30日までHEP HALLで上演された。
オールメールが正規キャストで演じる「TRUTH」、オールメールがリバースキャストで演じる「REVERSE」、オールフィメールが男装で演じる「FEMALE」という3つのバージョンでの上演であったため、三位一体を表す「TRINITY」と題されている。
衣装の色はTRUTH版が青、REVERSE版は赤、FEMALE版が白。
キャスト（TTT） 
オールメールキャスト
赤星マサノリ（sunday）、植田順平（悪い芝居）、宇保允、甲斐健太、久保田圭介（崖淵五次元）、澤田誠（Amusementtheater劇鱗）、末満健一（ピースピット）、杉森大祐（売込隊ビーム）、鈴木洋平、釋章充、中島ボイル（劇団とっても便利）、中野聡、山浦徹（化石オートバイ）
アンサンブルキャスト
久井正樹、山本太一、和田重
オールフィメールキャスト
延命聡子、さのゆみ（劇団スターパイレーツ）、清水かおり（TAKE IT EASY!）、田川徳子（劇団赤鬼）、立花明依（泰平堂）、谷野麻里江、丹下真寿美、富樫世羅（劇団PLAYERS）、西脇百合子、橋爪未萠里（劇団赤鬼）、春野恵子、松永渚、美津乃あわ

#### Dステ12th『TRUMP』
ワタナベエンターテインメント所属のD-BOYS・D2によって、2013年1月23日から2月3日までサンシャイン劇場、2月8日から10日までABCホールで上演された。
キャスト（Dステ12th）
TRUTH / REVERSEで表記
ソフィ・アンダーソン - 西井幸人 / 三津谷亮
ウル・デリコ - 三津谷亮 / 西井幸人
ティーチャークラウス - 陳内将 / 山田裕貴
アレン・ストラウフ - 山田裕貴 / 陳内将
ティーチャーグスタフ - 山口賢貴 / 近江陽一郎
ティーチャーミケランジェロ - 近江陽一郎 / 山口賢貴
ラファエロ・デリコ - 阿久津愼太郎 / 志尊淳
アンジェリコ・フラ - 志尊淳 / 阿久津愼太郎
ガ・バンリ - 土屋シオン / 池岡亮介
ピエトロ・ロンド - 池岡亮介 / 土屋シオン
ジョルジュ - 荒井敦史
モロー - 根岸拓哉、白又敦、大久保祥太郎
ダリ・デリコ - 上鶴徹 / 前山剛久

#### TRUMP（2015年）
2015年11月19日から29日までZeppブルーシアター六本木で、12月5日・6日にサンケイホールブリーゼで上演された。ナッポスユナイテッドにより企画・制作された。
キャスト（NU版）
TRUTH / REVERSEで表記
ソフィ・アンダーソン - 高杉真宙 / 早乙女友貴
ウル・デリコ - 早乙女友貴 / 高杉真宙
ティーチャークラウス - 陳内将 / 武田航平
アレン・ストラウフ - 武田航平 / 陳内将
ラファエロ・デリコ - 山本匠馬 / 田村良太
アンジェリコ・フラ - 田村良太 / 山本匠馬
臥萬里 - 平田裕一郎 / 大塚宣幸
ピエトロ・ロンド - 大塚宣幸 / 平田裕一郎
ジョルジュ - 久保田創 / 森下亮
モロー - 森下亮 / 久保田創
ティーチャーグスタフ - 岡田達也 / 吉田メタル
ティーチャーミケランジェロ - 吉田メタル / 岡田達也
ダリ・デリコ - 末満健一 / 末満健一
アンサンブル - 植田順平、日南田顕久、傳川光留

### 関連商品（TRUMP）

#### ソフト情報（TRUMP）
|     | 発売日                           | タイトル                       | 規格品番   | 備考         |
| --- | -------------------------------- | ------------------------------ | ---------- | ------------ |
| DVD |                                  | PEACEPIT VOL.10 TRUMP（TRUTH） |            |              |
| DVD | PEACEPIT VOL.10 TRUMP（REVERSE） |                                |            |              |
| DVD | 2013年4月26日                    | Dステ12th「TRUMP」（TRUTH）    | PCBP-52243 |              |
| DVD | 2013年4月26日                    | Dステ12th「TRUMP」（REVERTH）  | PCBP-52244 |              |
| DVD | 2017年7月17日                    | 「TRUMP」（TRUTH）             | NUBD-001   |              |
| DVD | 2017年7月17日                    | 「TRUMP」（REVERSE）           | NUBD-002   |              |
| BD  | 2017年7月19日                    | Dステ12th『TRUMP』             | PCXP-50503 |              |
| BD  | 2021年6月16日                    | Dステ12th「TRUMP」TRUTH        | PCXP-50848 | リバイバル版 |
| BD  | 2021年7月21日                    | Dステ12th「TRUMP」REVERTH      | PCXP-50849 | リバイバル版 |

### コミカライズ版
はまぐりによるコミカライズ版は『ヤングエース』（KADOKAWA）にて、2020年12月号から2024年1月号まで連載された。

#### 書誌情報（TRUMP）
- はまぐり（漫画）・末満健一（原作）『TRUMP』角川コミックス・エース〈KADOKAWA〉、全5巻
  1. 2021年6月4日発売[27]、ISBN 978-4-04-111455-1
  2. 2022年3月4日発売[28]、ISBN 978-4-04-112281-5
  3. 2022年12月2日発売[29]、ISBN 978-4-04-112964-7
  4. 2023年7月4日発売[30]、ISBN 978-4-04-113816-8
  5. 2024年2月2日発売[31]、ISBN 978-4-04-114513-5

## SPECTER
劇団Patchによって、2015年のPatch stage vol.6『SPECTER』、2019年のPatch × TRUMP series 10th Anniversary『SPECTER』が上演されている。

### SPECTER（2015年）
Patch stage vol.6『SPECTER』が2015年3月18日から22日までABCホールで上演された。
キャスト（2015年）
臥萬里 - 中山義紘
石舟 - 三好大貴
クラナッハ - 竹下健人
ヒューゴ - 松井勇歩
サトクリフ - 星璃
バルトロメ - 吉本考志
グレコ - 山田知弘
ノーム - 井上拓哉
カルロ - 村川勁剛
シャド - 中村圭斗
トルステン - 岩崎真吾
ワシリー - 有馬純
ココシュカ - 近藤頌利
ロダン - 早川丈二
ローザ - 永津真奈
ハリエット - 丹下真寿美

### SPECTER（2019年）
Patch × TRUMP series 10th Anniversary『SPECTER』が2019年3月29日から31日まで森ノ宮ピロティホール、4月19日から21日まで本多劇場で上演された。
キャスト（2019年）
臥萬里 - 松井勇歩
石舟 - 竹下健人
クラナッハ - 田中亨
ヒューゴ - 井上拓哉
サトクリフ - 納谷健
バルトロメ - 藤戸佑飛
グレコ - 尾形大悟
カルロ - 星璃
シャド - 三好大貴
トルステン - 吉本考志
クラウス - 中山義紘
ノーム - 下川恭平
ローザ - 松原由希子
ハリエット - 齋藤千夏
ロダン - 立花明依
アンサンブル - 豊田真丸、増田璃生、安東利香、飯嶋松之助、喜多村夏実、中路輝、無糖新十郎、松田悠、山田命、横濱康平

## グランギニョル
ピースピット2017年本公演として、2017年7月29日から8月6日までサンシャイン劇場、8月18日から20日まで梅田芸術劇場 シアター・ドラマシティで上演された。
キャスト（グランギニョル）
ダリ・デリコ - 染谷俊之
李春林 - 東啓介
歌麿 - 松浦司
マルコ・ヴァニタス - 栗山航
アンリ・ガトー - 藤木修
オズ・ローナン - 大久保祥太郎
キキ・ワトソン - 田村芽実
ジャック・ブレア - 服部武雄
執事ハンス - 池村匡紀
情報屋黒猫 - 菊池祐太
レイン中級議員 - 吉田邑樹
ダミアン・ストーン - 日南田顕久
スー・オールセン - 田中真琴
スチューデント - 後藤菊之介
フリーダ・デリコ - 愛加あゆ
バルラハ・ベル - 窪寺昭
ヨハネス・ヴラド - 陰山泰
ゲルハルト・フラ - 三浦涼介
マリア・フラ - 佐々木梨乃

## マリーゴールド
ミュージカルとして、2018年8月25日から9月2日までサンシャイン劇場、9月7日から9日まで梅田芸術劇場 シアター・ドラマシティで上演された。
キャスト（マリーゴールド）
アナベル - 壮一帆
ガーベラ - 田村芽実
コリウス - 東啓介
エリカ - 愛加あゆ
ソフィ - 三津谷亮
ウル - 土屋神葉
ベンジャミン - 宮川浩
ヘンルーダ - 吉野圭吾
クロッカス - 西野誠
ポーチュラカ - 藤本陽子
紫蘭 - 鎮西寿々歌
竜胆 - 三上莉衣菜
小原悠輝、輝海健太、西村匠平、本多釈人、若松渓太、吉田彩美

## COCOON 月の翳り星ひとつ
2019年5月11日から26日までサンシャイン劇場、5月30日から6月5日までサンケイホールブリーゼで上演された。
月の翳り編と星ひとつ編の2作同時上演。月の翳り編はアニメ『デリコズ・ナーサリー』に登場するラファエロとアンジェリコの10年後の物語。星ひとつ編はアニメ『デリコズ・ナーサリー』に登場するウル・デリコが主人公の物語。また「星ひとつ」は舞台『TRUMP』を別視点から描いた話となっている。
『TRUMP（コミック版）』の前日譚として、はまぐりによるコミカライズ『COCOON』が『ヤングエース』にて2024年10月号より連載されている。

### ストーリー（COCOON 月の翳り星ひとつ）
キャスト（月の翳り）
アンジェリコ - 安西慎太郎
ラファエロ - 荒木宏文
ディエゴ - 碓井将大
エミール - 宮崎秋人
ジュリオ - 田中亨
グスタフ - 郷本直也
ミケランジェロ - 鬼頭真也
ジョルジュ - 大久保祥太郎
モロー - 池村匡紀
ドナテルロ - 細貝圭
コロマン 他 - 奥田一平
生徒 他 - 小原悠輝
マルク 他 - 菊池祐太
エミール（越繭） 他 - 小比類巻諒介
若きドナテルロ 他 - 竹鼻優太
生徒ピエール 他 - 夛田将秀
シャルダン 他 - 星賢太
ティーチャー 他 - 本多釈人
声の出演
ダリ - 染谷俊之
フリーダ - 愛加あゆ
ディエゴの父 - 川原和久
キャスト（星ひとつ）
ウル - 宮崎秋人
ラファエロ - 荒木宏文
アンジェリコ - 安西慎太郎
ソフィ - 三津谷亮
萬里 - 木戸邑弥
グスタフ - 郷本直也
ミケランジェロ - 鬼頭真也
ジョルジュ - 大久保祥太郎
モロー - 池村匡紀
クラウス - 陳内将
ダリ - 染谷俊之
ダリの取り巻き 他 - 奥田一平
レイン 他 - 小原悠輝
血盟警察 他 - 菊池祐太
マルコの影 他 - 小比類巻諒介
アレン 他 - 竹鼻優太
養護院の職員 他 - 夛田将秀
貴族 他 - 星賢太
ノーマン 他 - 本多釈人
声の出演
マルコ - 栗山航
フリーダ - 愛加あゆ

### 関連商品（COCOON 月の翳り星ひとつ）

#### ソフト情報（COCOON 月の翳り星ひとつ）
|         | 発売日         | タイトル        | 規格品番   | 備考 |
| ------- | -------------- | --------------- | ---------- | ---- |
| DVD     | 2019年11月20日 | COCOON 月の翳り | PCBP-54020 |      |
| DVD     | 2019年11月20日 | COCOON 星ひとつ | PCBP-54021 |      |
| Blu-ray | 2021年12月15日 | COCOON 月の翳り | PCXP-50854 |      |
| Blu-ray | 2022年01月19日 | COCOON 星ひとつ | PCXP-50855 |      |

## 黑世界 ～リリーの永遠記憶探訪記、或いは、終わりなき繭期にまつわる寥々たる考察について～
2020年9月20日から10月4日までサンシャイン劇場、10月14日から20日までCOOL JAPAN PARK OSAKA TTホールで上演された。
2020年、本来上演予定だっただった『キルバーン』が新型コロナウイルス感染症拡大の影響で中止になり、代替作として上演された短編アンソロジー形式の朗読劇。朗読劇と名付けられているが、実際は椅子に座って台本をもったままではなく、ソーシャルディスタンスを保ちながら演じられている。
雨下の章と日和の章の2作同時上演。
複数の作家が脚本を手がけるシェアード・ワールド手法の〈shared TRUMPシリーズ〉。演出はすべて末満。
 キャスト（雨下の章） 
全話
リリー - 鞘師里保
チェリー - 新良エツ子
第1話 イデアの闖入者（作・末満健一）
シュカ - 松岡充
第2話 ついでいくもの、こえていくこと（作・宮沢龍生）
ホオヅキ - 宮川浩
シーメン - 大久保祥太郎
職人たち - 樹里咲穂
第3話 求めろ捧げろ待っていろ（作・中屋敷法仁）
マルグリッド - 中尾ミエ
雷山 - 池岡亮介
第4話 少女を映す鏡（作・末満健一）
アイダ - 中尾ミエ
少年 - 大久保祥太郎
第5話 馬車の日（作・降田天）
メイプル - 樹里咲穂
シダー - 宮川浩
ヘーゼル - 大久保祥太郎
少年 - 池岡亮介
最終話 枯れゆくウル（作・末満健一）
シュカ - 松岡充
 キャスト（日和の章） 
全話
リリー - 鞘師里保
チェリー - 新良エツ子
第1話 家族ごっこ（作・末満健一）
ラッカ - 朴璐美
ノク - 上原理生
エルマー - 中山義紘
紫蘭 - MIO
竜胆 - YAE
殺し屋 - 三好大貴
第2話青い薔薇の教会（作・葛木英）
ブルボン - 三好大貴
モスカータ - 朴璐美
ダマスケナ - 中山義紘
第3話 静かな村の賑やかなふたり（作・岩井勇気）
ベルナール - 上原理生
アドリーヌ - MIO
第4話 血と記憶（作・末満健一）
ラッカ - 朴璐美
ノク - 上原理生
ガヴィ - 三好大貴
紫蘭 - MIO
竜胆 - YAE
第5話 二本の鎖（作・来楽零）
フィロ - YAE
アントニー - 中山義紘
最終話 百年の孤独（作・末満健一）
ラッカ - 朴璐美
ノク - 上原理生

## ヴェラキッカ
2022年1月15日から23日まで東京建物 Brillia HALLで、2022年2月2日から6日までCOOL JAPAN PARK OSAKA WWホールで上演された。
名門貴族ヴェラキッカ家に新たな養子としてキャンディが迎えられる。
キャスト
ノラ・ヴェラキッカ - 美弥るりか
シオン・ヴェラキッカ - 松下優也
カイ・ヴェラキッカ - 古屋敬多（Lead）
ジョー・ヴェラキッカ - 愛加あゆ
クレイ・ヴェラキッカ - 大久保祥太郎
マギー・ヴェラキッカ - 斎藤瑠希
ウィンター・ヴェラキッカ - 西野誠
ロビン・ヴェラキッカ - 宮川浩
キャンディ・ヴェラキッカ - 平野綾
養子たち - 畑中竜也、山﨑感音、伊藤わこ、金井菜々、千歳ふみ、能勢うらら

## マリオネットホテル
2024年9月14日から29日までサンシャイン劇場、10月3日から6日までサンケイホールブリーゼで上演。舞台『グランギニョル』の前日譚である。
キャスト
ダリ・デリコ - 染谷俊之
ジョー・ヴェラキッカ - 愛加あゆ
エゴ・ヴェラキッカ - 梅津瑞樹
ムンク・ミーラン - 神農直隆
フランチェスカ・フラ - 川崎愛香里
ヒルマ・モンドリアン - トヨザワトモコ
モリゾ・コバックス - 末満健一
モネ・スタンフィールド - 瀬戸かずや
池之上頼嗣、井上望、貴田由佳子、小松育海、中道杏菜、真弓
スウィング - 笠原希々花、中山脩悟

## キルバーン
ミュージカルとして、2025年9月13日から28日までサンシャイン劇場、10月2日から5日まで梅田芸術劇場 シアター・ドラマシティで上演予定。当初2020年に上演が予定されていたが、新型コロナウイルスの影響で中止になっていた。
キャスト
不死卿ドナテルロ - 松岡充
美少年グスタフ - 小林亮太
血花嫁ソフィ - 内田未来
有頂天オリーブ - フランク莉奈
道化師マルメロ - 山崎樹範
復讐鬼シラン - 倉持聖菜
粗忽者リンドウ - 池田晴香
愚美⼈ポピー - 宮川浩
⼈狩⼈ダリ - 堂珍嘉邦
ドナボーイ＆ドナガール - ⼊江⼆千翔、⼩熊あれい、kizuku、corin、佐野空波、SHION、中込萌、渡邉南
スウィング - 徳岡あんな、畑中竜也

## デリコズ・ナーサリー
TRUMPシリーズとしては初のテレビアニメ化作品。ストーリーは2017年に上演された舞台『グランギニョル』から繋がるものとして制作された。2024年8月から11月までTOKYO MXほかにて放送された。なお、本編放送前に事前番組（全4回）を放送した（#事前番組）。

### 登場人物（デリコズ・ナーサリー）
ダリ・デリコ
声 - 森田成一
『デリコズ・ナーサリー』の主人公。名門デリコ家の主人。亡くなった妻との約束を守るため、0歳と3歳児の父として育児をしている。
血盟議会の特務組織であるヴラド機関に勤務する。ゲルハルト、エンリケ、ディーノは血盟議会の同期。
ゲルハルト・フラ
声 - 小西克幸
フラ家の主人。3歳児の父で、ヴラド機関に勤務する。生真面目な性格。
エンリケ・ロルカ
声 - 下野紘
ロルカ家の主人。5歳の双子の父で、ヴラド機関に勤務する。マイペースな性格。
ディーノ・クラシコ
声 - 佐藤拓也
クラシコ家の主人。7歳児の父で、ヴラド機関に勤務する。ダウナーな性格。

#### デリコ家
ウル・デリコ
声 - 日高里菜、土屋神葉(青年期)
デリコ家の生後10ヶ月の次男。すぐに泣くことが多い。
ラファエロ・デリコ
声 - 小原好美、小林裕介(青年期)
デリコ家の3歳の長男。ダリがウルにかかりっきりなのが不満気味。
フリーダ・デリコ
声 - 茅野愛衣
ダリの妻。故人。
クララ
声 - 朴璐美
デリコ家の乳母。
フィルディナント
声 - 弦徳
デリコ家の執事。

#### フラ家
アンジェリコ・フラ
声 - 伊藤彩沙、木村良平(青年期)
フラ家の3歳の一人息子。ラファエロの親友。

#### ロルカ家
ルチア・ロルカ
声 - 和久井優
ロルカ家の双子で5歳の妹。
エレーナ・ロルカ
声 - 福沙奈恵
ロルカ家の双子で5歳の姉。
ケイト・ロルカ
声 - 戸松遥
エンリケの妻。血盟議会所属。6話で、政略結婚だったと娘たちの口から語られた。

#### クラシコ家
テオドール・クラシコ
声 - 安済知佳、内山昂輝(青年期)
クラシコ家の7歳の一人息子。冷めた性格。繭期早熟症。
アルブレヒト
声 - 平川大輔
クラシコ家の執事。

#### その他
ヨハネス・ヴラド
声 - 楠大典
ヴラド機関の長官。
クラウス
声 - 三木眞一郎
クランで働いているティーチャー。
モーリス
声 - 柳田淳一
ヴラド機関勤務。反社会組織《ペンデュラム》にイニシアチブを取られており、捜査状況を流すように強制されていた。
レイン・マクミリアン
声 - 鳥海浩輔
ヴラド機関勤務。
ウンベルト・レント
声 - 真木駿一
ヴラド機関のNo.2。吸血種の貴族としての高い矜持を持つ。

#### 反社会組織《ペンデュラム》
キース
声 - 阿座上洋平
ジュラス
声 - 緑川光
カタリナ
声 - 保村真
アブラハム
声 - 弦徳
キキ
声 - 赤﨑千夏
ピサロ
声 - 三上哲
スーラ
声 - 手塚ヒロミチ

### スタッフ
- 原作・シリーズ構成・脚本 - 末満健一[7]
- 監督 - 錦織博[7]
- キャラクター原案 - 荒野[7]
- キャラクターデザイン - 伊東葉子[7]
- 美術監督 - 泉健太郎[7]
- 色彩設計 - 木村美保[7]
- 撮影監督 - 高橋昭裕[7]
- CGディレクター - 稲川博之
- 編集 - 西山茂（REAL-T）[7]
- 音響監督 - 濱野高年[7]
- 音楽 - 和田俊輔[7]
- 音楽制作 - アニプレックス
- 音楽プロデューサー - 山内真治
- プロデューサー - 柴田岬、加藤美秋、長嶺利江子、大和田智之、松倉友二、八重樫里美
- アニメーション制作プロデューサー - 松尾洸甫
- アニメーション制作 - J.C.STAFF[7]
- 製作 - デリコズ・ナーサリー製作委員会（アニプレックス、ワタナベエンターテインメント、TOKYO MX、BS11、J.C.STAFF、コンテンツシード）

### 主題歌
「UNFAIR」
中島美嘉によるオープニングテーマ。作詞・作曲は中島美嘉と野村陽一郎、編曲は野村陽一郎。
「Prayer」
Anonymouzによるエンディングテーマ。作詞・作曲はAnonymouz、編曲はRyuichi Kureha。

### 各話リスト
| 話数       | サブタイトル         | 絵コンテ              | 演出            | 作画監督 | 総作画監督      | 初放送日      |
| ---------- | -------------------- | --------------------- | --------------- | --- | --------------- | ------------- |
| episode 01 | ようこそナーサリー   | 錦織博                | 錦織博          | 伊東葉子 | -               | 2024年 8月8日 |
| episode 02 | 渦巻く陰謀と育児     | 錦織博                | 錦織博          | 西川絵奈 大野勉 大川重子 川西才治                                                                             | 伊東葉子        | 8月15日       |
| episode 03 | しのびよる影         | 錦織博                | 錦織博          | 杉田葉子 二宮奈那子 鷲田敏弥 髙橋成之 十文字                                                                  | 千葉充 髙橋成之 | 8月22日       |
| episode 04 | 愛という名の呪い     | 錦織博                | 錦織博          | 西川絵奈 杉田葉子 下川寿士 十文字                                                                             | 伊東葉子        | 8月29日       |
| episode 05 | 第二のナーサリー     | 佐山聖子              | 錦織博          | 二宮奈那子 髙橋成之 千葉充 杉田葉子 大野勉 十文字                                                             | 千葉充 髙橋成之 | 9月5日        |
| episode 06 | 小さな冒険           | 佐山聖子              | 錦織博          | 伊東葉子 西川絵奈 二宮奈那子 髙橋成之 杉田葉子 大野勉 下川寿士 村上竜之介 株式会社 米川                       | 伊東葉子        | 9月12日       |
| episode 07 | 炎上の攻防戦         | 安田兼盛              | 錦織博          | 大野勉 二宮奈那子 十文字                                                                                      | 千葉充 髙橋成之 | 10月17日      |
| episode 08 | ジュラスはかく語りき | 佐山聖子              | 錦織博          | 杉田葉子 大野勉 下川寿士 鷲田敏弥 十文字 株式会社 米川                                                        | 伊東葉子        | 10月24日      |
| episode 09 | 灰猫街の決戦         | 佐山聖子              | 錦織博          | 大野勉 二宮奈那子 杉田葉子 下川寿士                                                                           | 千葉充 髙橋成之 | 10月31日      |
| episode 10 | 神さまを殺す方法     | 佐山聖子              | 錦織博          | 下川寿士 杉田葉子 俞乐昀 董立则 沈陶裔 陈亮 全京禹 Wang Xiao-ming Fan Dong-dong Yin Shao-feng Hwang Hyun-grak | 伊東葉子        | 11月7日       |
| episode 11 | クランフェスト       | 浜崎賢一 安田兼盛     | 錦織博 小田裕康 | 大野勉 川西才治 PHIL PRODUCTION 十文字 株式会社 米川                                                          | 千葉充 髙橋成之 | 11月14日      |
| episode 12 | しあわせな夢         | 永居慎平 錦織博       | 錦織博          | 杉田葉子 下川寿士 二宮奈那子 千葉充 髙橋成之 十文字                                                           | 伊東葉子        | 11月21日      |
| episode 13 | さよならナーサリー   | まついひとゆき 錦織博 | 錦織博          | 伊東葉子 千葉充 大野勉 杉田葉子 下川寿士 小田裕康 十文字 株式会社 米川                                        | 伊東葉子        | 11月28日      |

### 放送局
| 放送期間                                        | 放送時間                                                 | 放送局       | 対象地域   | 備考                                                                   |
| ----------------------------------------------- | -------------------------------------------------------- | ------------ | ---------- | ---------------------------------------------------------------------- |
| 2024年8月8日 - 11月28日                         | 木曜 0:30 - 1:00（水曜深夜）                             | TOKYO MX     | 東京都     | 製作参加                                                               |
|                                                 |                                                          | BS11         | 日本全域   | 製作参加 / BS放送 / 『ANIME+』枠                                       |
|                                                 |                                                          | とちぎテレビ | 栃木県     |                                                                        |
|                                                 |                                                          | 群馬テレビ   | 群馬県     |                                                                        |
| 2024年8月11日 - 9月15日2024年10月20日 - 12月1日 | 日曜 2:38 - 3:08（土曜深夜）日曜 3:38 - 4:08（土曜深夜） | 毎日放送     | 近畿広域圏 | 第6話まで / 『アニメシャワー』第2部第7話以降 / 『アニメシャワー』第4部 |

| 配信開始日    | 配信時間                   | 配信サイト |
| ------------- | -------------------------- | --- |
| 2024年8月8日  | 木曜 1:00（水曜深夜） 更新 | DMM TV |
| 2024年8月11日 | 日曜 12:00 更新            | ABEMA dアニメストア （本店・for Prime Video・ニコニコ支店） FOD Hulu Lemino U-NEXT アニメ放題 Netflix Prime Video バンダイチャンネル |
| 2024年8月12日 | 月曜 0:00（日曜深夜） 更新 | TELASA （見放題プラン） J:COM STREAM （見放題） milplus見放題パックプライム auスマートパスプレミアム                                 |
| 2024年8月15日 | 木曜 0:00（水曜深夜） 更新 | MBS動画イズム TVer |

### 事前番組
| 放送期間                  | 放送時間                     | 放送局       | 対象地域   |
| ------------------------- | ---------------------------- | ------------ | ---------- |
| 2024年7月11日・18日・25日 | 木曜 0:30 - 1:00（水曜深夜） | TOKYO MX     | 東京都     |
|                           |                              | BS11         | 日本全域   |
|                           |                              | 群馬テレビ   | 群馬県     |
|                           |                              | とちぎテレビ | 栃木県     |
| 2024年7月14日・21日・28日 | 日曜 2:38 - 3:08（土曜深夜） | 毎日放送     | 近畿広域圏 |

- TVアニメ『デリコズ・ナーサリー』放送前SP・3週で分かる舞台『TRUMPシリーズ』

| 放送期間      | 放送時間                     | 放送局       | 対象地域   |
| ------------- | ---------------------------- | ------------ | ---------- |
| 2024年8月1日  | 木曜 0:30 - 1:00（水曜深夜） | TOKYO MX     | 東京都     |
|               |                              | BS11         | 日本全域   |
|               |                              | 群馬テレビ   | 群馬県     |
|               |                              | とちぎテレビ | 栃木県     |
| 2024年8月11日 | 日曜 2:38 - 3:08（土曜深夜） | 毎日放送     | 近畿広域圏 |

- 放送直前開催!キャスト議会 はじめてのTVアニメ『デリコズ・ナーサリー』
  - 出演者 - 森田成一、小西克幸、下野紘、佐藤拓也[51]

### BD / DVD
| 巻 | 発売日        | 収録話         | 規格品番     | 規格品番     |
| 巻 | 発売日        | 収録話         | BD           | DVD          |
| -- | ------------- | -------------- | ------------ | ------------ |
| 上 | 2024年10月2日 | 第1話 - 第6話  | ANZX-17281/2 | ANZB-17281/2 |
| 下 | 2025年2月26日 | 第7話 - 第13話 | ANZX-17283/4 | ANZB-17283/4 |

## イベント
- 『繭期夜会』 - 2018年10月9日になかのZERO 大ホールにて開催のコンサートイベント。翌年2019年に10周年を迎えるシリーズのアニバーサリー企画のひとつ[62][63]。
- 『繭期大夜会』 - 2019年11月18日に、Bunkamura オーチャードホールにて開催のコンサートイベント。シリーズの10周年のアニバーサリー企画のラスト[8]。
- 『繭期極夜会』 - 2024年12月12日・13日に、東京国際フォーラムCにて開催のコンサートイベント。シリーズの15周年のアニバーサリー企画のラスト。これまでのイベントと趣向を変え、ストーリー仕立てとなっている。2日開催となり、出演者は一部が日程ごとに異なる[64][65]。

## 書籍

### 戯曲集
- 末満健一『ソフィ・トリロジー』星海社、2018年。
- 末満健一『デリコ・トリロジー』星海社、2019年11月25日[66]。

### 短編小説
- 末満健一『Pendulum』星海社、2019年11月25日[66]。
- 末満健一 総監督『BLOSSOMS-ブロッサム-』星海社、2023年6月7日。
- 末満健一 総監督『デリコズ・ナーサリー -Innocent Waltz-』星海社、2024年11月。